# Topol-M
Pour les articles homonymes, voir Topol.
Le RT-2PM2 Topol-M (en russe : Тополь-М, « Peuplier ») est un missile balistique intercontinental hypersonique « haut » russe, désigné par l'OTAN SS-27 « Sickle B1 ». Désigné RS-12M2 en interne par les russes, il est entré en service le 27 décembre 1997.
C'est le premier missile sol-sol développé par la Russie depuis la chute de l'URSS.
La mise en service d'une version « mirvée » nommée RS-24, en parallèle avec le Topol-M au sein des Troupes des missiles stratégiques, a lieu mi-2010, près de Teïkovo, dans la région d'Ivanovo. Un premier régiment équipé de missiles stratégiques RS-24 à têtes multiples est opérationnel depuis juillet 2011. Chacun des missiles RS-24 emporte au moins quatre têtes nucléaires.

## Conception
Le développement du missile a commencé vers la fin des années 1980 sur la base du PC-12M Topol (OTAN : SS-25 « Sickle ») ou encore RT-2PM Topol.
La conception du Topol-M a été conduite par un groupe d'entreprises et de bureaux d'études sous la direction de l'Institut moscovite de technologie thermique. Il est fabriqué à l'usine Votkinsk Machine Building Plant (en) de Votkinsk.
Les premières annonces sur le développement du missile ont eu lieu en 1993, et les premiers essais en vol le 20 décembre 1994. Trois tirs ont eu lieu avec succès en mai et décembre 2007, puis en novembre 2008.
Les technologies utilisées sur le Topol-M, ont servi au développement du MSBS R-30 Boulava, embarqué sur les sous-marins nucléaires lanceurs d'engins de la marine russe.
Début 2010, on annonce 49 missiles ensilés et 18 véhicules de lancement. En décembre 2010, le nombre de missiles ensilés est annoncé à 52 et 8 nouveaux silos à missiles doivent entrer en fonction entre 2011 et 2012.
Fin 2010, il est annoncé que le déploiement de ce missile sera terminé en 2012 et l'abandon de la version mobile du Topol-M qui sera remplacée par le RS-24 Iarsen 2015. Depuis 2012, le nombre de missiles est de 60 Topol-M en silo (SS-27) à tête unique et de 18 Topol-M mobiles à tête unique

## Caractéristiques

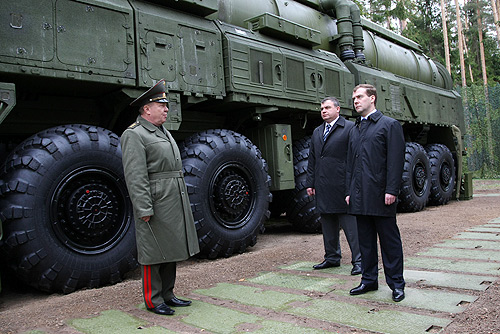
Dmitri Medvedev inspectant un missile Topol-M de la de la Force des missiles stratégiques le 15 mai 2008.

Le moteur-fusée à carburant solide du Topol-M lui permet d'atteindre des vitesses supérieures aux précédentes classes de missiles balistiques fabriquées en Russie et en Union soviétique. Cette caractéristique le rend moins vulnérable aux interceptions par les systèmes anti-missiles dans les premières phases de vol.
La charge de combat est manœuvrée dans la phase de descente par quelques dizaines de petits moteurs, qui permettent de suivre des trajectoires évasives rendant une interception difficile en phase balistique. La tête contient également des éléments capables de brouiller les systèmes anti-missiles. Elle est annoncée comme étant résistante aux explosions nucléaires, chocs EMP et impulsions laser qui pourraient être déployés contre elle.
D'après les propos de Sergueï Ivanov, le RS-24 Iars (OTAN : SS-X-29), dérivé mirvé issu du système Topol-M, et le système Iskander (missile de théâtre), « sont en mesure de franchir tous les dispositifs anti-missile balistique existants et futurs ».

## Culture populaire
- Dans le jeu vidéo Call of Duty 4: Modern Warfare, les insurgés ultranationalistes russes lancent deux missiles Topol-M contre la Côte Est des États-Unis, missiles que les SAS britanniques et les Marines américains feront s'autodétruire.